# CFAO

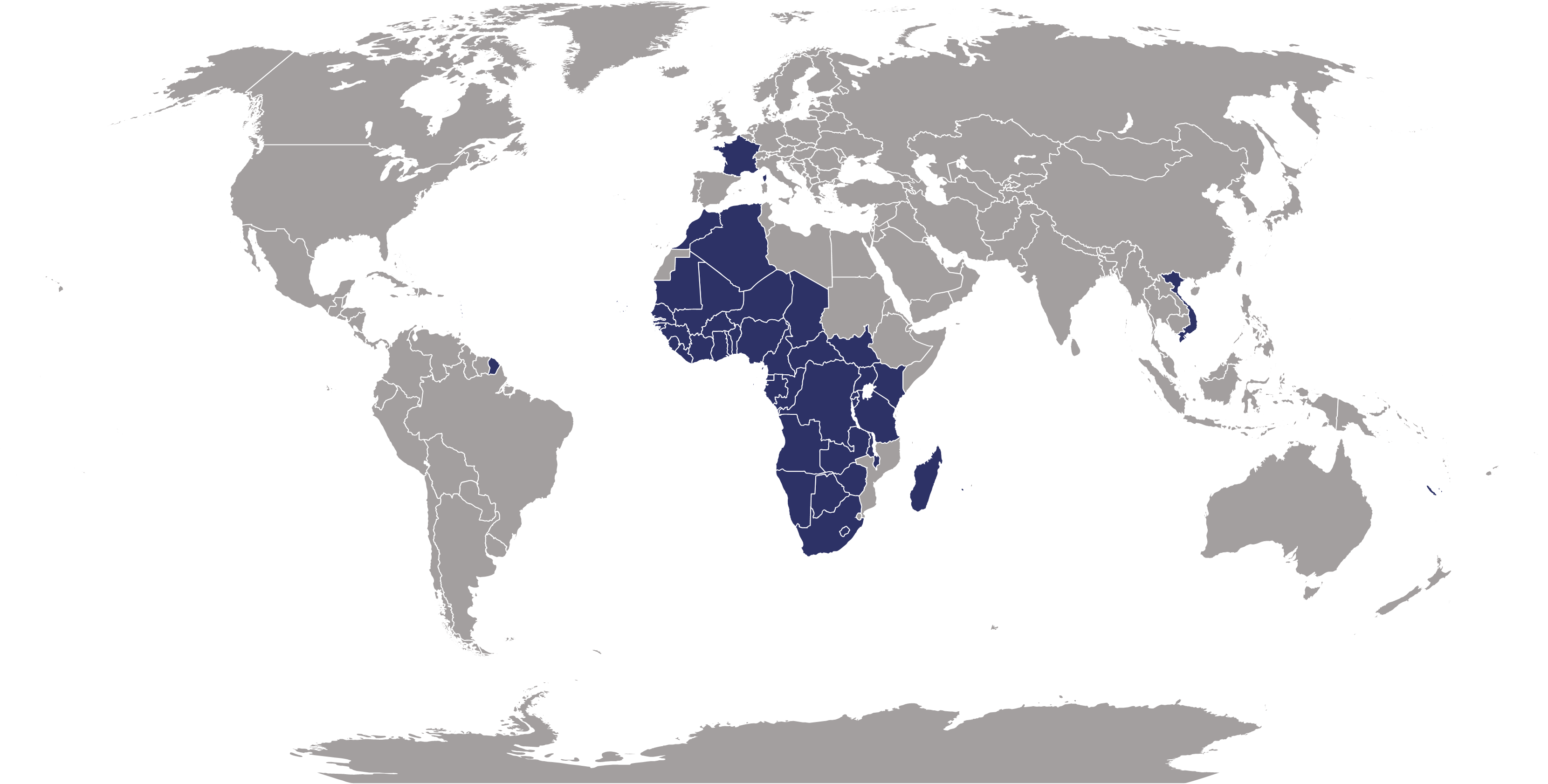
La CFAO nel mondo

CFAO (precedentemente Compagnie française de l'Afrique occidentale) è una società multinazionale impegnata nella vendita di prodotti industriali, in particolare automobili e prodotti farmaceutici.
Opera in Africa e nelle ex colonie francesi e nei territori d'oltremare.
Fu fondata nel 1887 da Frédéric Bohn. Dal 2012 fa parte del gruppo Toyota Tsusho.
Nel settembre 2022, il gruppo CFAO, di cui Carrefour è partner in Africa occidentale e centrale, ha affrontato diverse azioni legali in Camerun. Sono portati da proprietari terrieri camerunesi, il gruppo CFAO ha aperto un centro commerciale nel luglio 2022. Un collettivo di querelanti afferma di essere stato espropriato illegalmente nel novembre 2016. I proprietari terrieri hanno contestato la validità presso il tribunale di Yaoundé delle locazioni enfiteutiche assegnate al gruppo CFAO nel 2017, dopo l'emanazione del decreto di espropriazione.